# Lujiang (socken i Kina)
Lujiang (kinesiska: 渌江, 渌江乡) är en socken i Kina. Den ligger i provinsen Hunan, i den södra delen av landet, omkring 80 kilometer sydost om provinshuvudstaden Changsha.
Genomsnittlig årsnederbörd är 2 042 millimeter. Den regnigaste månaden är maj, med i genomsnitt 332 mm nederbörd, och den torraste är oktober, med 35 mm nederbörd.